# Petr Silný
Petr Silný (* 7. dubna 1981) je bývalý český fotbalista, obránce a záložník.

## Fotbalová kariéra
V české lize hrál za FC Slovan Liberec. Nastoupil v 10 ligových utkáních. V nižších soutěžích hrál i za FK Arsenal Česká Lípa.

## Ligová bilance
| Ročník                 | Zápasy | Góly | Klub              |
| ---------------------- | ------ | ---- | ----------------- |
| Gambrinus liga 1997/98 | 2      | 0    | FC Slovan Liberec |
| Gambrinus liga 1998/99 | 2      | 0    | FC Slovan Liberec |
| Gambrinus liga 1999/00 | 3      | 0    | FC Slovan Liberec |
| Gambrinus liga 2000/01 | 3      | 0    | FC Slovan Liberec |
| CELKEM 1. česká liga   | 10     | 0    |                   |